# Castelfidardo
Castelfidardo là một đô thị ở tỉnh Ancona, vùng Marche của Italia.
Đây là nơi diễn ra trận đánh mà Ý thắng quân Pháp để bảo vệ các quốc gia Papal vào ngày 18 tháng 9 năm 1860. Bảo tàng Risorgimento của đô thị này ở palazzo Mordini còn lưu lại các hiện vật của trận này. 
Castelfidardo nổi tiếng là thủ đô quốc tế sản xuất đàn accordion, nơi có công ty sản xuất accordion nổi tiếng Paolo Soprani Accordions.